# Sundhultsbrunn
Sundhultsbrunn è un'area urbana della Svezia situata nel comune di Aneby, contea di Jönköping.
La popolazione risultante dal censimento 2010 era di 311 abitanti.